# Toscanelli (månkrater)
Toscanelli  är en nedslagskrater på månen. Den befinner sig i Stormarnas ocean på månens framsida nära kratrarna Aristarchus och Herodotus.
Toscanelli är uppkallad efter den italienska läkaren och kartografen Paolo dal Pozzo Toscanelli (1397-1482) och fick sitt officiella namn tilldelat av den Internationella astronomiska unionen (IAU) år 1976., ,